# Kout na Šumavě

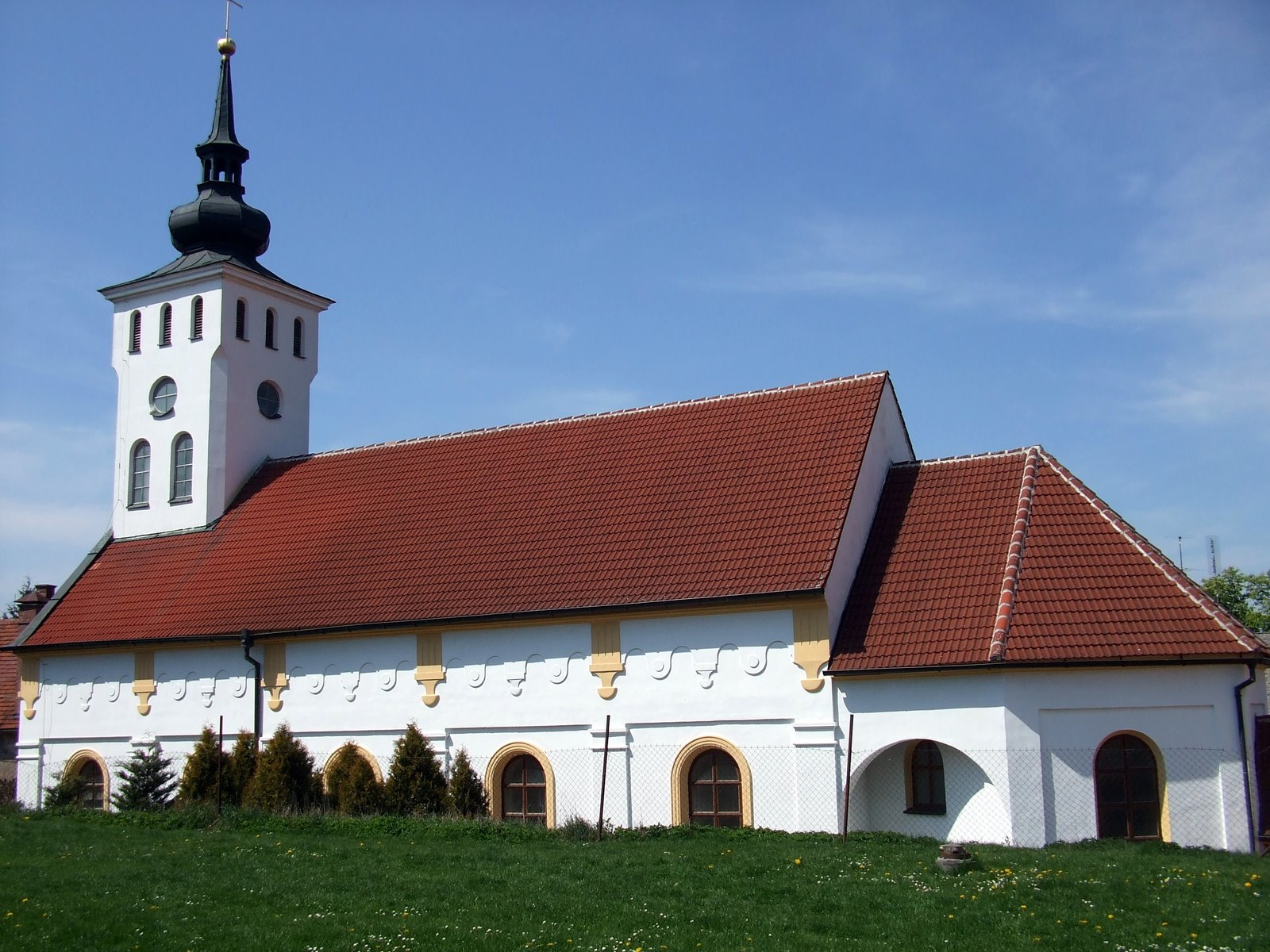
Kirche des hl. Georg

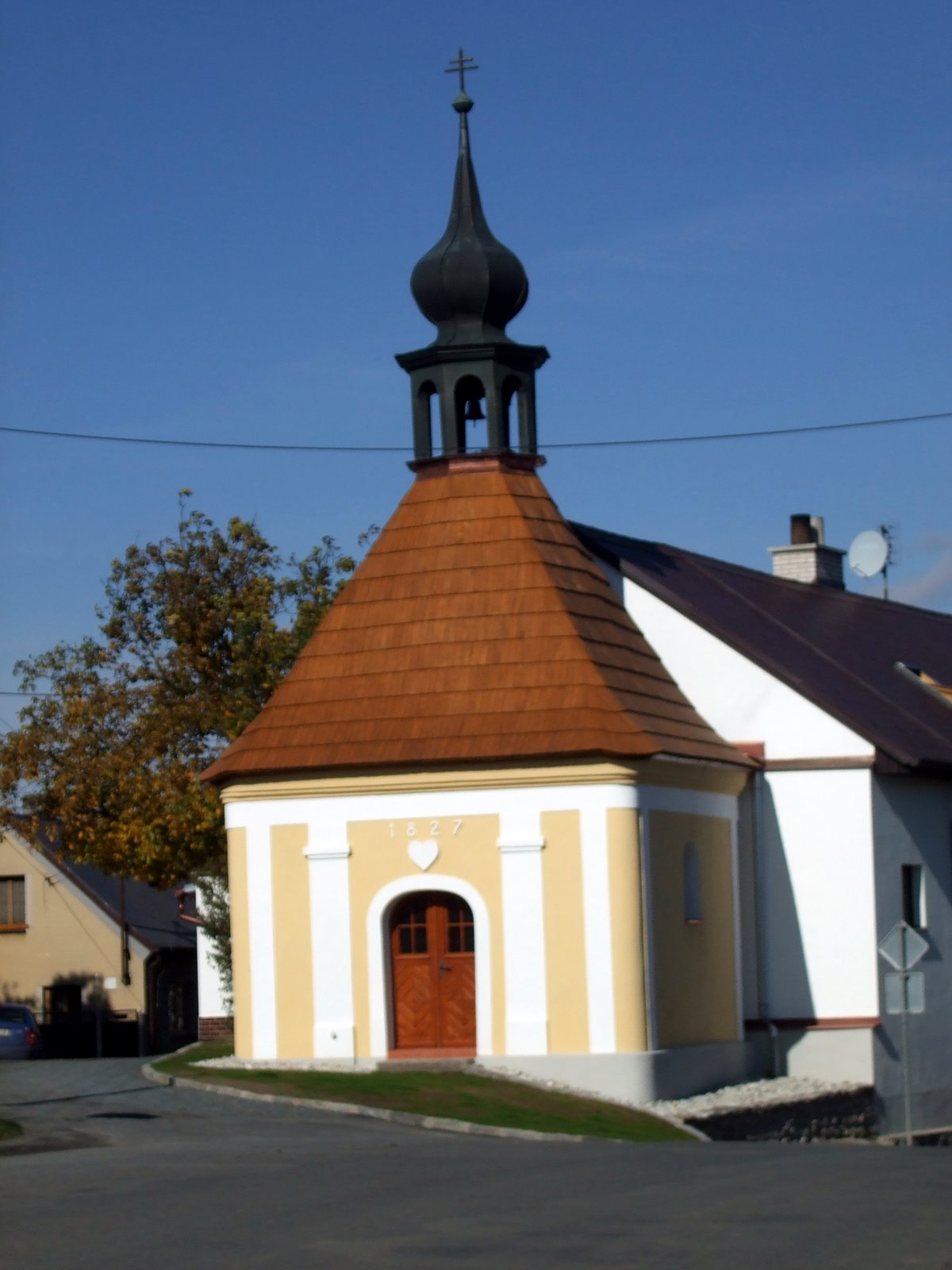
Kapelle

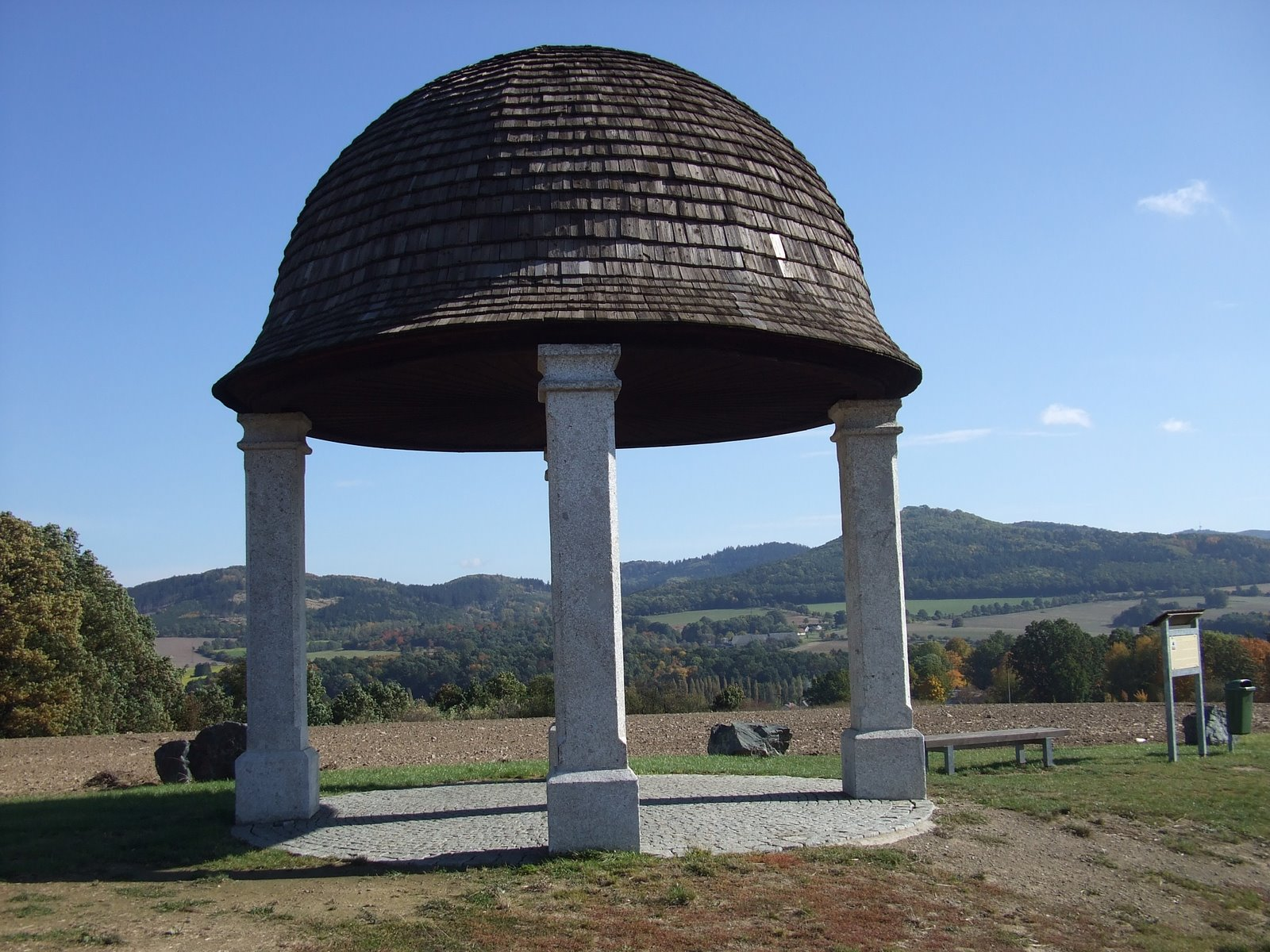
Hut des Kardinals Cesarini

Kout na Šumavě (deutsch Kauth) ist eine Gemeinde in Tschechien. Sie liegt sieben Kilometer südöstlich von Domažlice und gehört zum Okres Domažlice.

## Geographie
Kout na Šumavě befindet sich linksseitig des Baches Zahořanský potok in der Neugedeiner Furche (Kdyňská brázda), durch das Dorf fließt der Koutský potok. Am nördlichen Ortsrand liegt der Teich Novodvorský rybník. Im Nordosten erhebt sich die Bílka (453 m), südlich der Klepný (556 m). Durch den Ort führen die Straße I/22 zwischen Draženov und Klatovy sowie die Bahnstrecke Janovice nad Úhlavou–Domažlice.
Nachbarorte sind Sedlice, Zahořany und Nový Dvůr im Norden, Oprechtice und Starý Dvůr im Nordosten, Podzámčí und Kojetice im Osten, Kdyně und Prapořiště im Südosten, Starec im Süden, Bělohrad, Štítovky, Nový Klíčov und Krásnice im Südwesten, Starý Klíčov und Mrákov im Westen sowie Nevolice, Smolov und Spáňov im Nordwesten.

## Geschichte
Die erste urkundliche Erwähnung der Ansiedlung Brandýs erfolgte im Jahre 1279 als Besitz des Diepold von Riesenberg. Brandýs entstand wahrscheinlich zeitgleich mit der Burg Riesenberg als Mautstation am Regensburger Steig. Mit der Verlegung der Mautstation nach Süden erlosch Brandýs, die Siedlung lag in der Flur Rajčůr in der nördlichen Peripherie von Kout.
Das Dorf Kout wurde im Jahre 1514 erstmals erwähnt. Im Jahr darauf finden sich die ersten schriftlichen Nachrichten über das Gut Kout mit der Feste (heute Kout Nr. 1) und dem Hof (heute Kout Nr. 59). Der Teich Bílka ist auf einer Karte aus dem Jahre 1620 nachweislich. 
Nach der Schlacht am Weißen Berg wurde die Herrschaft Riesenberg mit dem Gut Kauth konfisziert und 1621 an Heinrich Burian von Guttenstein überlassen. Dieser verkaufte sie an den kaiserlichen General Johann Philipp Cratz von Scharffenstein, der auch das Gut Záhořany an sich brachte. Cratz überwarf sich mit Albrecht von Waldstein und lief in schwedische Dienste über. 1634 wurde er in der Schlacht bei Nördlingen gefangen genommen und im Jahr darauf in Wien hingerichtet. Seine Witwe Anna Elisabeth überließ die überschuldete Herrschaft Riesenberg ihrem Bruder Wilhelm Colonna von Fels. Im Jahre 1641 eroberten und verwüsteten schwedische Truppen die Burg Riesenberg. Eleonore Barbara Maria Cratz von Scharffenstein, verheiratete Gräfin von Solms-Rödelheim, die den väterlichen Besitz geerbt hatte, war nicht in der Lage, die zerstörte Burg wieder aufzubauen. 1670 heiratete die Witwe in zweiter Ehe Georg Wenzel Czernin von und zu Chudenitz, der die Herrschaft Riesenberg 1676 an Wolf Maximilian Laminger von Albenreuth verkaufte. Laminger erlangte durch die Niederschlagung des Chodenaufstandes von 1693 den Ruf eines grausamen Gutsherrn. Seine Erben verkauften 1697 die Herrschaften Chodenschloß, Kauth und Zahoran an Heinrich Georg Reichsgraf von Stadion. Die Grafen von Stadion erhoben die Allodialherrschaft Kauth und Chodenschloß zum Familienfideikommiss. Der Teich Bílka wurde 1844 trockengelegt.
Nach der Aufhebung der Patrimonialherrschaft bildete Kauth/Kouty ab 1850 mit den Ortsteilen Neuhof/Nový Dvůr, Althof/Starý Dvůr und Riesenberg/Podzámčí eine Gemeinde im Gerichtsbezirk Neugedein. Ab 1868 gehörte die Gemeinde zum Bezirk Taus. Zu Beginn des 20. Jahrhunderts wurde der tschechische Name Kouty t. Kouto verwendet, die heutige Namensform Kout na Šumavě wurde 1924 eingeführt.
Der Ortsteil Podzámčí wurde 1961 nach Brnířov umgemeindet. 1963 wurde der Teich Novodvorský rybník (früher Bílka genannt) wieder angestaut. Zwischen 1985 und 1990 gehörte Spáňov als Ortsteil zu Kout na Šumavě.

## Gemeindegliederung
Die Gemeinde Kout na Šumavě besteht aus den Ortsteilen Kout na Šumavě (Kauth), Nový Dvůr (Neuhof) und Starý Dvůr (Althof). Zu Kout na Šumavě gehört außerdem die Einschicht Váchalovský Mlýn (Pachalowski-Mühle).

## Legende vom Klausner
Im Jahre 1362 soll Kaiser Karl IV. auf einer Reise nach Bayern in der Gegend bei einem blinden Klausner zu Gast gewesen sein. Dieser soll dem Kaiser eine Prophezeiung über die Zukunft des Königreichs Böhmen und die nachfolgenden böhmischen Könige gemacht haben.

## Sehenswürdigkeiten
- Kirche des heiligen Georg
- Pfarrhaus
- Kapelle am oberen Ortsrand
- Kapelle Bei den drei Kreuzen (U tří křížů)
- Schloss Kout na Šumavě, nach dem Zweiten Weltkrieg wurde das den Grafen von Schönborn gehörige Schloss verstaatlicht. Es dient heute als Schule in der Natur.
- Brauerei von 1736
- Speicher
- Ehemalige Feste
- Mehrere denkmalgeschützte Gehöfte in Volksbauweise
- Friedhofskapelle mit Kolumbarium
- Gloriette Hut des Kardinals Cesarini zum Gedenken an die Schlacht bei Taus errichtet 1824 durch Johann Philipp von Stadion, nordwestlich des Dorfes am Weg nach Spáňov auf der Flur Kolébka
- Ruine der Burg Rýzmberk, östlich von Kout
- Burgstätte Příkopy